# 中国驻科特迪瓦大使馆
中华人民共和国驻科特迪瓦共和国大使馆（法語：Ambassade de la République populaire de Chine en République de Côte d'Ivoire），简称中国驻科特迪瓦大使馆，是中华人民共和国驻科特迪瓦的外交代表机构。